# 3 Dywizja Kawalerii (II RP)
3 Dywizja Kawalerii (3 DK) – wielka jednostka kawalerii Wojska Polskiego II RP.

## Historia Dywizji
3 Dywizja Kawalerii powstała w 1924 roku w wyniku reorganizacji jazdy samodzielnej, którą równocześnie przemianowano na kawalerię.
Na przełomie lat 1929–1930 dokonano reorganizacji kawalerii. W jej drugim etapie, rozkazem z 29 marca 1929 roku, rozwiązano 3 Dywizję Kawalerii wraz z  VII,  XIV i XV Brygadą Kawalerii i 8 Samodzielną Brygadą Kawalerii. W ich miejsce utworzono Brygadę Kawalerii „Poznań” i Brygadę Kawalerii „Toruń”.

## Organizacja pokojowa dywizji
- Dowództwo 3 Dywizji Kawalerii w Poznaniu
- VII Brygada Kawalerii w Poznaniu
- XIV Brygada Kawalerii w Bydgoszczy
- XV Brygada Kawalerii w Grudziądzu
- 7 dywizjon artylerii konnej w Poznaniu
- 11 dywizjon artylerii konnej w Bydgoszczy
- Szkoła Podchorążych Rezerwy Kawalerii Nr 3 przy 3 DK w Śremie (1924–1925) i w Poznaniu-Sołaczu (1925–1926)
- 3 szwadronu samochodów pancernych w Poznaniu (od X 1925)
- szwadron pionierów 3 Dywizji Kawalerii w Poznaniu

## Obsada personalna Dowództwa 3 Dywizji Kawalerii
Dowódcy dywizji
- gen. bryg. Jan Sawicki (1 VI 1924 - 16 XI 1925)
- gen. bryg. Gustaw Orlicz-Dreszer (16 XI - 31 XII 1925)
- gen. bryg. Jan Sawicki (31 XII 1925 - 29 XI 1927)
- gen. bryg. Józef Tokarzewski (29 XI 1927 - XI 1928)

Szefowie sztabu
- mjr SG Paweł Żółtowski (1 VII[2] – 10 IX 1924[3])
- mjr / ppłk SG Marian Słoniński (10 IX 1924[4] – 1 VII 1927[5] → p.o. dowódcy 1 puł.)
- mjr dypl. Józef Pętkowski (do 27 IV 1929 → szef sztabu BK „Poznań”[6])

Obsada personalna w 1924 roku
- dowódca dywizji – gen. bryg. Jan Sawicki
- szef sztabu – ppłk SG Marian Słoniński
- I oficer sztabu – rtm. Jerzy Deskur
- II oficer sztabu – por. kaw. Antoni Buczyński (od XII 1924)
- kierownik kancelarii – por. kanc. Józef Bednarz (od XI 1924[8])
- dowódca artylerii konnej dywizji – płk art. Konstanty Adamowski (od 1 VI 1924[9])
- adiutant dowódcy artylerii konnej dywizji – kpt. art. Stanisław Dembiński